# Route nationale 146
Die Route nationale 146, kurz N 146 oder RN 146, war eine französische Nationalstraße.
Die Straße diente von 1824 bis 1973 als Verbindung zwischen Montmarault und Varennes-sur-Allier. Ihre Länge betrug 35 Kilometer. Von 1978 bis 2006 fand die Nummer erneut Verwendung für die als Autobahnzubringer 1965 erstellte Nationalstraße 6A. Diese Straße wird heute als Départementsstraße 646 bezeichnet.